# Andrew Fields
 (août 2019).
Si vous disposez d'ouvrages ou d'articles de référence ou si vous connaissez des sites web de qualité traitant du thème abordé ici, merci de compléter l'article en donnant les références utiles à sa vérifiabilité et en les liant à la section « Notes et références ».
Pour les articles homonymes, voir Fields.
Andrew « Andy » Fields, né le 10 janvier 1957 à Atlantic City, dans le New Jersey, est un joueur et entraîneur américain de basket-ball. Il évolue durant sa carrière aux postes d'ailier fort et de pivot.